# Erythroxylum dumosum
Erythroxylum dumosum är en tvåhjärtbladig växtart som beskrevs av Brother Alain. Erythroxylum dumosum ingår i släktet Erythroxylum och familjen Erythroxylaceae. Inga underarter finns listade i Catalogue of Life.